# Gerbillus mesopotamiae
Gerbillus mesopotamiae is een zoogdier uit de familie van de Muridae. De wetenschappelijke naam van de soort werd voor het eerst geldig gepubliceerd door Harrison in 1956.